# ステファン・オルスダル
ステファン・アレキサンダー・ボー・オルスダル（1974年3月31日 - ）はイギリスのロックバンド、プラシーボのベーシスト・ギタリスト。DJとしてはホテル・ペルソナ名義で活動している。